# Little Baddow
Little Baddow är en by och en civil parish i Chelmsford i Storbritannien. Den ligger i grevskapet Essex och riksdelen England, i den sydöstra delen av landet, 50 km nordost om huvudstaden London. Orten har 1 569 invånare (2001). Den har en kyrka och ett kapell.
Kustklimat råder i trakten. Årsmedeltemperaturen i trakten är 10 °C. Den varmaste månaden är augusti, då medeltemperaturen är 19 °C, och den kallaste är januari, med 2 °C.